# Coeficiente do virial
Os coeficientes do virial ({\displaystyle B_{i}}) aparecem como coeficientes na expansão do virial, em que é calculada a pressão de um sistema de muitas partículas em potências da densidade. Esses coeficientes são característicos do potencial de interação entre as partículas e, em geral, dependem da temperatura.
O segundo coeficiente do virial ({\displaystyle B_{2}}) é utilizado para o cálculo das reações entre dois corpos.   O terceiro coeficiente do virial ({\displaystyle B_{3}}) é utilizado para calcular reações entre três corpos, e assim por diante.
- Este artigo foi inicialmente traduzido, total ou parcialmente, do artigo da Wikipédia em inglês cujo título é «Virial coefficient», especificamente desta versão.